# Oreta
Oreta is een geslacht van vlinders van de familie eenstaartjes (Drepanidae), uit de onderfamilie Thyatirinae.

## Soorten
- O. amblyptila Warren, 1903
- O. ancora Chu & Wang, 1987
- O. andrema Wilkinson, 1972
- O. angularis Watson, 1967
- O. ashleyi Holloway, 1998
- O. asignis Chu & Wang, 1987
- O. bicolor (Warren, 1897)
- O. bilineata Chu & Wang, 1987
- O. bimaculata Chu & Wang, 1987
- O. brunnea (Wileman, 1911)
- O. carnea Butler, 1892
- O. cera Chu & Wang, 1987
- O. cervina Warren, 1907
- O. changi Inoue, 1988
- O. dalia Chu & Wang, 1987
- O. eminens Bryk, 1943
- O. extensa Walker, 1855
- O. flavobrunnea Watson, 1967
- O. fulgens Warren, 1899
- O. fusca Chu & Wang, 1987
- O. fuscopurpurea Inoue, 1956
- O. griseotincta Hampson, 1893
- O. hoenei Watson, 1967
- O. hyalina Chu & Wang, 1987
- O. identata Watson, 1961
- O. insignis (Butler, 1877)
- O. jaspidea Warren, 1896
- O. liensis Watson, 1967
- O. loochooana Swinhoe, 1902
- O. mollita Warren, 1923
- O. obtusa Walker, 1855
- O. olivacea Warren, 1923
- O. paki (Inoue, 1964)
- O. pavaca (Moore, 1866)
- O. perfida Warren, 1923
- O. perobliquilinea Warren, 1923
- O. pingorum Holloway, 1998
- O. pulchripes Butler, 1877
- O. roepkei Watson, 1961
- O. rosea Walker, 1855
- O. rubrifumata Warren, 1923
- O. sanguinea (Moore, 1879)
- O. shania Watson, 1967
- O. singapura Swinhoe, 1892
- O. sinuata Chu & Wang, 1987
- O. sublustris Warren, 1923
- O. subrosea (Warren, 1923)
- O. subvinosa Warren, 1903
- O. suffusa Walker, 1855
- O. thaumalea West, 1932
- O. trianga Chu & Wang, 1987
- O. trispina Watson, 1967
- O. triumbrata Warren, 1899
- O. turpis Butler, 1877
- O. unichroma Chu & Wang, 1987
- O. unilinea Warren, 1899
- O. vatama Moore, 1866
- O. zigzaga Chu & Wang, 1987